# Euspilotus prosternalis
Euspilotus prosternalis är en skalbaggsart som först beskrevs av Hinton 1935.  Euspilotus prosternalis ingår i släktet Euspilotus och familjen stumpbaggar. Inga underarter finns listade i Catalogue of Life.